# HD 133600
HD 133600 är en ensam stjärna belägen i den mellersta delen av stjärnbilden Jungfrun, även känd som HIP 73815. Den har en skenbar magnitud av ca 8,22 och kräver åtminstone en stark handkikare eller ett mindre teleskop för att kunna observeras. Baserat på parallax enligt Gaia Data Release 2 på ca 18,3 mas, beräknas den befinna sig på ett avstånd på ca 178 ljusår (ca 55 parsek) från solen. Stjärnan liknar solen och har beskrivits som en nära soltvilling, även om den är 1,5 miljarder år äldre än solen.

## Egenskaper
HD 133600 är en orange till gul stjärna i huvudserien av spektralklass G0 V.  Den har en massa och en radie som mycket nära liknar solens och har ca 1,2 gångar solens utstrålning av energi från dess fotosfär vid en effektiv temperatur av ca 5 800 K.

### Solliknande stjärnor
Nära soltvillingar kan hjälpa till med förståelsen av solaktivitet som flares och solfläckcykler under längre tidsperioder än de historiska uppgifterna medger, och att sätta unika historiska händelser som Maunderminimum i sitt sammanhang. De kan också användas för att ställa in nollpunkten för grundläggande kalibreringar i astrofysik och modeller för solutveckling.
Nära soltvillingar kan också ge svar på frågan om solen är unik eller inte. Detta har antagits på grund av dess låga litiumöverskott. HD 133600 var en av två stjärnor som Melendez & Ramırez (2007) använde för att visa att solen inte är unik i detta avseende eftersom den har litiummängd som liknar vår sol, men är ingen ideal jämförelse eftersom HD 133600 är ca 1,5 miljarder år äldre än solen. Ändå har detta gjort den till en användbar stjärna för studier av problemet med det utarmade litiumöverskottet vid solytan jämfört med andra stjärnor, något som ännu inte är helt förstått och känt som problemet med litiumutarmning.